# أوسكار نيلسون
أوسكار نيلسون (بالإنجليزية: Oscar Nelson)‏ هو سياسي أمريكي، ولد في 22 أبريل 1874، وتوفي في 2 أبريل 1951. حزبياً، نشط في الحزب الجمهوري.